# فرد هادلي
فرد هادلي هو سياسي أمريكي، ولد في 2 يوليو 1911، وتوفي في 2 أغسطس 1988 في مقاطعة وليامز في الولايات المتحدة. نشط حزبياً في الحزب الجمهوري. وقد انتخب عضو مجلس نواب أوهايو ‏.